# Honduras
Honduras, Republika Hondurasu (hiszp. Honduras, República de Honduras) – państwo w Ameryce Północnej, pomiędzy Morzem Karaibskim a Oceanem Spokojnym (zatoka Fonseca), o łącznej długości wybrzeża 820 km. Honduras graniczy na zachodzie z Gwatemalą (dł. granicy 256 km), na południowym wschodzie z Nikaraguą (922 km) i na południowym zachodzie z Salwadorem (342 km). Do Hondurasu należą również przybrzeżne wyspy, z których największe to Islas de la Bahía. Od 1972 roku do Hondurasu należą Islas Santanilla.

## Geografia
Honduras, podobnie jak inne państwa leżące w Ameryce Środkowej, to kraj wyżynno-górzysty. Tereny górzyste zajmują prawie 4/5 powierzchni kraju i ciągną się od wybrzeża Zatoki Honduraskiej nad Morzem Karaibskim po zatokę Fonseca nad Pacyfikiem. Wąski pas równin u wybrzeża Pacyfiku ma zaledwie 70 km długości. Wewnątrz państwa ciągnie się kilka pasm górskich pochodzenia wulkanicznego, z których najwyższy jest położony w zachodniej części grzbiet ze szczytem Cerro Las Minas (2890 m n.p.m.).

### Klimat
Na wybrzeżu Pacyfiku panuje klimat równikowy wilgotny o suchych zimach. Średnia temperatura wynosi 28 °C, a średnia suma opadów na wyżynach waha się między 1500 a 3000 mm. Na wiecznie wilgotnej nizinie nad Morzem Karaibskim przeciętna temperatura wynosi 25 °C.
Suma opadów jest większa na północy. Na wybrzeżu północnym latem występują trąby powietrzne. Nizinę nad Morzem Karaibskim (do wysokości 1500 m n.p.m.) porasta las tropikalny. Na położonych wyżej obszarach w głębi kraju przeważają suche sawanny i mniej od nich rozległe wilgotne lasy górskie. Osłonięte kotliny porasta busz i sawanna, z przewagą ciernistych krzewów. Na równinie u wybrzeży Pacyfiku występują suche lasy, z kolei na samych wybrzeżach spotyka się namorzyny. Do przedstawicieli fauny należą niedźwiedzie, jaguary, pumy. W lasach tropikalnych żyją liczne owady oraz krokodyle, węże i jaszczurki.

### Bogactwa naturalne
Bogactwami naturalnymi są: drewno, złoto, srebro, miedź, ołów, cynk, ruda żelaza, antymon, węgiel kamienny, ryby i energia wodna.

## Historia
W okresie prekolumbijskim Honduras był objęty wpływami cywilizacji Majów, a także innych kultur indiańskich, w tym Arawaków mieszkających na karaibskim wybrzeżu kraju. W 1502 roku kraj został odkryty przez wyprawę na czele z Krzysztofem Kolumbem. W 1524 roku Honduras został podbity przez Hiszpanów, a w 1535 roku stał się częścią wicekrólestwa Nowej Hiszpanii. W 1821 roku Honduras uzyskał niepodległość, a od 1823 wchodził w skład Zjednoczonych Prowincji Ameryki Środkowej, z których wystąpił w 1838. W początkowym okresie istnienia niepodległej republiki trwał konflikt między zwolennikami federacji a jej przeciwnikami, a więc między ruchem liberalnym i konserwatywnym. Słabość kolejnych rządów i stałe kryzysy ekonomiczne doprowadziły do uzależnienia się państwa od Wielkiej Brytanii, która w latach 50. XIX wieku okupowała honduraskie Wyspy Zatokowe. Honduras osłabiony został również przez konflikty graniczne z Gwatemalą oraz Nikaraguą. W okresie rządów Marco Aurelio Soto w latach 1876–1883 miały miejsce reformy w duchu liberalizmu, wprowadzono wówczas reformy gospodarcze, nową konstytucję oraz dokonano sekularyzacji własności Kościoła. Dalszej modernizacji dokonał liberalny prezydent Manuel Bonilla rządzący na początku XX wieku. W 1902 roku z inicjatywy prezydenta Bonilli doszło do rozłamu w Partii Liberalnej i utworzenia ruchu manuelistowskiego będącego prekursorem Partii Narodowej uformowanej w 1916 roku. Od początku XX wieku nasilał się wpływ koncernów amerykańskich, które opanowały eksport bananów i hodowlę zwierząt. Stany Zjednoczone kilkakrotnie interweniowały zbrojnie w obronie swych interesów – w latach 1905–1915 armia amerykańska w obronie wpływów gospodarczych dokonała rozbicia antyrządowych manifestacji i strajków chłopskich. Władzę w kraju próbował kilkukrotnie przejąć w drodze rebelii generał Francisco Ferrera.
W 1924 roku na krótko władzę objął wywodzący się z prawicy Tiburcio Carías Andino, został on jednak odsunięty od władzy – doprowadziło to do kolejnych starć oraz wojny domowej. W 1932 roku starcia zakończyły się ustanowieniem dyktatury Caríasa Andino, która trwała do 1948 roku. Dyktator ustabilizował kraj, jednocześnie jednak doprowadził do nasilonych represji opozycji a okres jego rządów to czas kryzysu gospodarczego. W 1933 roku doszło do konfliktu gwatemalsko-honduraskiego. Gdy w 1948 roku dyktatura upadła, władzę przejęli umiarkowani konserwatyści. Lata 40. i 50. były okresem destabilizacji, konfliktu między prawicową Partią Narodową a liberałami oraz licznymi strajkami i wystąpieniami chłopów. Od lat 50. XX wieku coraz większą rolę w polityce odgrywa armia a władze na krótko przejęła junta wojskowa. W 1957 roku odbyły się wybory prezydenckie, które zwyciężył Ramón Villeda Morales. Villeda Morales przeprowadził reformę rolną i zwiększył politykę interwencji państwa w gospodarce, co doprowadziło do konfliktu jego rządu z oligarchami, Stanami Zjednoczonymi i armią. Armia próbowała odsunąć od władzy Villeda poprzez częste próby puczów. Villeda ostatecznie odsunięty został od władzy w wyniku puczu z 1963 roku. Władzę w wyniku puczu objął Oswaldo López Arellano. López Arellano doprowadził kraj do kolejnych problemów gospodarczych i wystąpień chłopskich (tłumionych poprzez represje). Reżim okazał się silnie skorumpowany a prezydent pomnażał swój prywatny majątek drogą defraudacji finansowych. Agresywna polityka doprowadziła do tzw. wojny futbolowej z 1969 roku i kryzysu w relacjach amerykańsko-honduraskich.
Villeda Morales został odsunięty od władzy w wyniku sojuszu pomiędzy Partią Liberalną i Partią Narodową. W 1971 roku partie te utworzyły rząd jedności narodowej a prezydentem kraju został Ramón Ernesto Cruz Uclés. Rząd jedności narodowej upadł na skutek skandali finansowych i niezgodności partii wchodzących w jego skład. Sytuacja ta doprowadziła do powrotu w do władzy Lópeza Arellano. Okres rządów byłego dyktatora charakteryzował się prowadzeniem interwencjonizmu gospodarczego, rozwojem przemysłu, wzrostem gospodarczym oraz wdrożeniem w życie reformy rolnej. W 1975 roku Arellano został obalony w wyniku zamachu stanu zainspirowanego przez Stany Zjednoczone. W następstwie przewrotu prezydentem został pułkownik Juan Alberto Melgar Castro. Junta przyczyniła się do odnowienia kryzysu ekonomicznego oraz narastających konfliktów społecznych, w 1975 roku junta krwawo stłumiła manifestacje chłopskie. W 1978 na skutek przewrotu pałacowego władzę objął inny pułkownik, Policarpo Paz García. Junta wycofała się z reform okresu początków lat 70. i zaostrzyła kurs represji. W 1980 roku odbyły się wybory parlamentarne a rok później prezydenckie. Rządy cywilne zostały przywrócone a formalną władzę objął Roberto Suazo Córdova, w praktyce jednak władzę sprawowała armia z generałem Gustavem Álvarezem Martínezem. W latach 80. armia utworzyła szwadrony śmierci, które zabiły i porwały tysiące rzeczywistych lub domniemanych przeciwników jej wpływów w państwie. Nieodłącznym elementem życia politycznego Hondurasu był ciągły kryzys gospodarczy. Rządzący od 1986 do 1990 José Azcona del Hoyo z Partii Liberalnej podjął się nieudanej próby ograniczenia rządów wojskowych oraz włączył kraj do środkowoamerykańskiego procesu pokojowego. Oprócz armii coraz większe wpływy w państwie mieli funkcjonariusze byłego reżimu Nikaragui obalonego przez rewolucję sandinistowską. W rezultacie rząd zgodził się na stacjonowanie w kraju proamerykańskich i antysandinistowskich partyzantów contras podejmujących akcje przeciwko rewolucyjnemu rządowi Nikaragui. Polityka ta doprowadziła do narastania sporu między Hondurasem a Nikaraguą oraz incydentami zbrojnymi między armiami tych państw. Konflikt odbił się na sytuacji wewnętrznej Hondurasu – w latach 80. powstały zbrojne guerille antyrządowe, z których najsilniejszy był powstały pod koniec dziesięciolecia Front Wyzwolenia Hondurasu im. Morazana (do ostatniego ataku tej partyzantki doszło w 1995 roku). W 1989 roku guerilla przeprowadziła udany zamach na szefa armii, Álvareza Martíneza.
W 1989 roku został przyjęty plan pokojowy dla Ameryki Środkowej, na mocy którego siły contras zostały wycofane. Wybory w 1990 roku wygrała Partia Narodowa, która tym samym odsunęła od władzy liberałów. Prawica wdrożyła radykalny program oszczędnościowy który poskutkował napięciami społecznymi i wojskowymi represjami wobec protestujących. Pogorszeniu uległo przestrzeganie praw człowieka. W 1992 roku został rozwiązany konflikt graniczny z Salwadorem. W 1993 roku władzę ponownie przejęli liberałowie którzy przeprowadzali politykę stopniowej demilitaryzacji kraju oraz reform w neoliberalnym stylu. Od 2001 roku ponowne rządy prawicy pod przewodnictwem Ricardo Maduro, okres ten naznaczony był narastająca falą przemocy dokonywanej przez gangi uliczne maras.
W 2006 roku wybory wygrał Manuel Zelaya z Partii Liberalnej. Manuel Zelaya zdobył 49,9% głosów poparcia i pokonał Porfirio Lobo Sosę z Partii Narodowej Hondurasu (46,2% głosów). Porfirio Lobo Sosa uznał zwycięstwo Zelayi dopiero po 10 dniach, zarzucając wcześniej komisji wyborczej błędy przy zliczaniu głosów. W marcu 2008 roku po tym jak USA wstrzymały import honduraskich melonów doszło do scysji między Hondurasem i USA. Prezydent uznał spór za natury politycznej i określił go mianem zemsty za nawiązanie przez Honduras bliższych relacji z Wenezuelą Hugona Cháveza. W sierpniu 2008 Honduras zgodził się uczestniczyć w porozumieniu gospodarczym ALBA. W czerwcu 2009 roku doszło do zamachu stanu w trakcie którego prezydent został aresztowany przez armię i przewieziony do Kostaryki. Władzę w kraju objął rząd tymczasowy, p.o. prezydenta został mianowany przewodniczący parlamentu Roberto Micheletti. ONZ wyraził silne poparcie dla krajowych instytucji demokratycznych i potępił aresztowanie konstytucyjnego prezydenta. 29 czerwca 2009 odbyło się specjalne posiedzenie Zgromadzenia Ogólnego ONZ, poświęcone wydarzeniom w Hondurasie. 30 czerwca Zgromadzenie Ogólne ONZ przyjęło rezolucję wzywającą do przywrócenia na stanowisko prezydenta Zelayi. Rezolucja wzywała wszystkie państwa członkowskie ONZ do nieuznawania innego rządu niż prezydenta Zelayi. Również Organizacja Państw Amerykańskich na specjalnym szczycie potępiła zamach stanu. Zamach doprowadził do pogorszenia się relacji Hondurasu z pozostałymi krajami Ameryki Łacińskiej a szczególnie z Nikaraguą i Wenezuelą, rząd tymczasowy z prezydentem Roberto Michelettim oskarżył nawet Nikaraguę o chęć dokonania inwazji na Honduras. Po zamachu stanu odbyły się wybory prezydenckie w których zwyciężył Porfirio Lobo Sosa, w wyborach udziału nie wziął obalony prezydent który zmuszony został do wyjazdu z kraju. Zwolennicy obalonego prezydenta skupili się w lewicowej partii LIBRE która stała się główną siłą opozycji. Partia została poddana represjom a kilkunastu jej kandydatów oraz członków ich rodzin zostało zabitych w trakcie kampanii wyborczej. W 2014 roku prezydentem został Juan Orlando Hernández. W wyborach w 2017 roku uzyskał on reelekcję. W 2022 roku prezydentem została Xiomara Castro, żona obalonego w zamachu stanu w 2009 roku prezydenta Manuela Zelayi. Jej zaprzysiężenie zakończyło 12-letnie rządy prawicowej Partii Narodowej Hondurasu.

## Ustrój polityczny
Formalnie Honduras jest demokratyczną republiką prezydencką, gdzie parlament i głowa państwa wybierani są co 4 lata w wyborach bezpośrednich. Jest obowiązek głosowania dla obywateli od 18. do 60. roku życia. Władza wojskowa jest nadal znaczna, mimo że w ostatnich latach została ograniczona.

## Podział administracyjny
Honduras podzielony jest na departamenty.

## Gospodarka
W 2004 roku produkt krajowy brutto wyniósł 18,1 mld USD, z czego 13% przypadło na rolnictwo, 32% na przemysł, a 55% na sektor usługowy. Importuje się przede wszystkim dobra konsumpcyjne, surowce i tekstylia. Towary eksportowe to kawa, banany, ryby, skorupiaki, cukier i twarde drewno.

### Emisja gazów cieplarnianych
Emisja równoważnika dwutlenku węgla z Hondurasu wyniosła w 1990 roku 8,909 Mt, z czego tylko 2,373 Mt stanowił dwutlenek węgla, a resztę metan i w mniejszym stopniu podtlenek azotu. W przeliczeniu na mieszkańca emisja wyniosła wówczas 479 kg dwutlenku węgla, a w przeliczeniu na 1000 dolarów PKB 149 kg. W następnych latach emisje wszystkich gazów stopniowo, choć nierównomiernie, rosły. Okresowo wzrost emisji samego dwutlenku węgla pochodzenia kopalnego był spowolniony, ale 2018 osiągnęła ona poziom 10,353 Mt, a w przeliczeniu na mieszkańca 1,099 t i w przeliczeniu na 1000 dolarów PKB 237 kg. Głównym źródłem emisji przez cały czas był transport, choć ze względu na znaczący wzrost emisji z energetyki (ponad 15 tysięcy procent z prawie niezauważalnego poziomu w 1990) jej udział zaczął współdominować.

## Ludność
90% mieszkańców to Metysi, czyli potomkowie Indian i Europejczyków, 7% – Indianie, 2% – czarnoskórzy, 1% – biali. Średnia długość życia wynosi 65 lat. Stopień analfabetyzmu utrzymuje się na poziomie 24%. W miastach mieszka 44% ludności. 80% społeczeństwa żyje poniżej granicy ubóstwa.

### Religia
Struktura religijna kraju:
- katolicy – 50,3%,
- protestanci – 36,6% (głównie zielonoświątkowcy),
- brak religii – 10,5%,
- mormoni – 1,9%,
- tradycyjne religie plemienne – 1,1%,
- świadkowie Jehowy – 0,24%.

Źródło: Pew Forum, 2010; Prolades, 2010; LDS, 2020; jw.org, 2020.